# Тырново (Калужская область)
Тырново — село в Бабынинском районе Калужской области России. Входит в состав сельского поселения «Село Муромцево».

## География
Село находится в центральной части Калужской области, в зоне хвойно-широколиственных лесов, в пределах Мещовского ополья, к северо-западу от автодороги М3 «Украина», на берегах реки Большой Березуй, на расстоянии примерно 2 километров (по прямой) к северу от посёлка Бабынино, административного центра района. Абсолютная высота — 198 метров над уровнем моря.
Климат
Климат населённого пункта характеризуется как умеренно континентальный, с чётко выраженными временами года. Среднегодовая многолетняя температура воздуха составляет 4 — 4,6°С. Средняя температура самого холодного месяца (января) составляет −8,9 °C; самого тёплого (июля) — 17,8 °С. Среднегодовое количество атмосферных осадков составляет 650—730 мм. Продолжительность безморозного периода — около 149 суток.

## Население
| 2002 | 2010 |
| ---- | ---- |
| 186  | ↘161 |

Половой состав
По данным Всероссийской переписи населения 2010 года в гендерной структуре населения мужчины составляли 46 %, женщины — соответственно 54 %.
Национальный состав
Согласно результатам переписи 2002 года, в национальной структуре населения русские составляли 90 % из 186 чел.

## Инфраструктура
Действуют фельдшерско-акушерский пункт, сельский клуб и магазин.